# Adenike Oyekunle
Adenike Olajumoke Oyekunle, née le 2 août 1996 à Lagos, est une gymnaste artistique nigériane.

## Carrière
Adenike Oyekunle est médaillée de bronze par équipes aux Jeux africains de 2019.